# سوسکچه‌های برگ‌پیمای آتلابوس
 سوسکچه‌های برگ‌پیمای آتلابوس(نام علمی: Attelabus) نام یک سرده از تیره سوسکچه‌های برگ‌پیما است.